# اکالا، چیاپاس
اکالا، چیاپاس (به اسپانیایی: Acala, Chiapas) در مکزیک است که در چیاپاس واقع شده‌است.

## خصوصیات
اکالا ۲۹۵٫۶ کیلومترمربع مساحت و ۲۴٬۸۰۰ نفر جمعیت دارد و ۴۹۷ متر بالاتر از سطح دریا واقع شده‌است.